# Silkeborg IF
Silkeborg Idrætsforening; comumente conhecido como Silkeborg IF ou SIF (abreviado) é um clube de futebol profissional da cidade de Silkeborg, na Dinamarca. O clube foi fundado em 1917 e atingiu o maior level do futebol dinamarquês em 1987, e depois disso se tornou um dos times mais bem sucedidos na Dinamarca. A equipe venceu a Superliga Dinamarquesa de 1993–94, e a Copa da Dinamarca em 2001. Silkeborg já participou de diversos campeonatos internacionais, vencendo a Copa Intertoto da UEFA de 1996 e a Taça Atlântico de 2024..

## Títulos

### Ligas
- Superliga Dinamarquesa (1): 1993–94
- 1. Division (4): 1987, 2003–04, 2013–14, 2018–19

### Copas
- Copa da Dinamarca (2): 2000–01, 2023–24

### Internacionais
- Taça Intertoto da UEFA (1): 1996
- Taça Atlântico (1): 2024